# Canadian Open 2011
Il Canadian Open 2011, conosciuto anche come Rogers Masters presented by National Bank o semplicemente Rogers Cup 2011 per motivi di sponsorizzazione, è stato un torneo di tennis giocato sul cemento. È stata la 121ª edizione del Canada Masters, che fa parte della categoria ATP World Tour Masters 1000 nell'ambito dell'ATP World Tour 2011, e della categoria Premier 5 nell'ambito del WTA Tour 2011. Il torneo femminile si è giocato al Rexall Centre di Toronto, quello maschile all'Uniprix Stadium di Montréal, entrambi dall'8 al 14 agosto 2011.

## Partecipanti ATP

### Teste di serie
| Nazionalità | Giocatore             | Ranking* | Testa di serie |
| ----------- | --------------------- | -------- | -------------- |
| Serbia      | Novak Đoković         | 1        | 1              |
| Spagna      | Rafael Nadal          | 2        | 2              |
| Svizzera    | Roger Federer         | 3        | 3              |
| Regno Unito | Andy Murray           | 4        | 4              |
| Francia     | Gaël Monfils          | 7        | 5              |
| Stati Uniti | Mardy Fish            | 8        | 6              |
| Rep. Ceca   | Tomáš Berdych         | 9        | 7              |
| Spagna      | Nicolás Almagro       | 10       | 8              |
| Francia     | Gilles Simon          | 11       | 9              |
| Francia     | Richard Gasquet       | 13       | 10             |
| Russia      | Michail Južnyj        | 14       | 11             |
| Serbia      | Viktor Troicki        | 15       | 12             |
| Francia     | Jo-Wilfried Tsonga    | 16       | 13             |
| Svizzera    | Stan Wawrinka         | 17       | 14             |
| Spagna      | Fernando Verdasco     | 19       | 15             |
| Argentina   | Juan Martín del Potro | 20       | 16             |

* Le teste di serie sono basate sul ranking al 1º agosto 2011.

### Altri partecipanti
I seguenti giocatori hanno ricevuto una wild card per il tabellone principale:
- Vasek Pospisil
- Érik Chvojka
- Bernard Tomić

I seguenti giocatori sono passati dalle qualificazioni:

- Alex Bogomolov Jr.
- Michael Yani
- Philipp Petzschner
- Tobias Kamke
- Alejandro Falla
- Flavio Cipolla
- Michael Russell

### Assenze notevoli
- Robin Söderling (infortunio al polso) [collegamento interrotto]
- David Ferrer (infortunio al polso)
- Andy Roddick (infortunio agli addominali) [collegamento interrotto]
- Jürgen Melzer (infortunio al quadricipite) [collegamento interrotto]
- Guillermo García López (appendicite) [collegamento interrotto]
- Xavier Malisse (motivi personali) [collegamento interrotto]
- Milos Raonic (infortunio al fianco)

## Partecipanti WTA

### Teste di serie
| Nazionalità | Giocatrice               | Ranking* | Testa di serie |
| ----------- | ------------------------ | -------- | -------------- |
| Danimarca   | Caroline Wozniacki       | 1        | 1              |
| Belgio      | Kim Clijsters            | 2        | 2              |
| Russia      | Vera Zvonarëva           | 3        | 3              |
| Bielorussia | Viktoryja Azaranka       | 4        | 4              |
| Russia      | Marija Šarapova          | 5        | 5              |
| Cina        | Li Na                    | 6        | 6              |
| Rep. Ceca   | Petra Kvitová            | 7        | 7              |
| Italia      | Francesca Schiavone      | 8        | 8              |
| Francia     | Marion Bartoli           | 9        | 9              |
| Australia   | Samantha Stosur          | 10       | 10             |
| Germania    | Andrea Petković          | 11       | 11             |
| Russia      | Svetlana Kuznecova       | 12       | 12             |
| Polonia     | Agnieszka Radwańska      | 13       | 13             |
| Russia      | Anastasija Pavljučenkova | 14       | 14             |
| Serbia      | Jelena Janković          | 15       | 15             |
| Slovacchia  | Dominika Cibulková       | 16       | 16             |

*Le teste di serie sono basate sul ranking al 1º agosto 2011.

### Altre partecipanti
Le seguenti giocatrici hanno ricevuto una wild card per il tabellone principale:
- Eugenie Bouchard
- Stéphanie Dubois
- Aleksandra Wozniak

Le seguenti giocatrici sono passate dalle qualificazioni:

- María José Martínez Sánchez
- Polona Hercog
- Iveta Benešová
- Zhang Shuai
- Bojana Jovanovski
- Zheng Jie
- Simona Halep
- Alberta Brianti
- Petra Martić
- Gréta Arn
- Kathrin Wörle
- Galina Voskoboeva

## Punti e montepremi

### Distribuzione punteggio
| Turno                        | Singolare maschile | Doppio maschile | Singolare femminile | Doppio femminile |
| ---------------------------- | ------------------ | --------------- | ------------------- | ---------------- |
| Campioni                     | 1000               | 1000            | 900                 | 900              |
| Finalisti                    | 600                | 600             | 620                 | 620              |
| Semifinalisti                | 360                | 360             | 395                 | 395              |
| Quarti di finale             | 180                | 180             | 225                 | 225              |
| Terzo turno                  | 90                 | 90              | 125                 | 125              |
| Secondo turno                | 45                 | 10              | 70                  | 1                |
| Primo turno                  | 10                 | –               | 1                   | –                |
| Qualificati                  | 25                 | –               | 30                  | –                |
| Ultimo turno qualificazioni  | 14                 | –               | 20                  | –                |
| Secondo turno qualificazioni | -                  | –               | 12                  | –                |
| Primo turno qualificazioni   | -                  | –               | 1                   | –                |

### Premi in denaro
I premi sono espressi in dollari americani.
| Stage                        | Singolare maschile | Doppio maschile | Singolare femminile | Doppio femminile |
| ---------------------------- | ------------------ | --------------- | ------------------- | ---------------- |
| Campioni                     | 443 500 $          | 138 300 $       | 350 000 $           | 100 000 $        |
| Finalisti                    | 222 000 $          | 69 250 $        | 175 000 $           | 50 000 $         |
| Semifinalisti                | 113 725 $          | 35 470 $        | 87 500 $            | 25 000 $         |
| Quarti di finale             | 59 200 $           | 18 460 $        | 40 000 $            | 12 500 $         |
| Terzo turno                  | 31 000 $           | 9670 $          | 20 000 $            | 6250 $           |
| Secondo turno                | 16 250 $           | 5070 $          | 10 275 $            | 3170 $           |
| Primo turno                  | 8500 $             | –               | 5400 $              | –                |
| Ultimo turno qualificazioni  | 2000 $             | –               | 2000 $              | –                |
| Secondo turno qualificazioni | 1000 $             | –               | 1000 $              | –                |
| Primo turno qualificazioni   | -                  | –               | 475 $               | –                |

## Campioni

### Singolare maschile
Novak Đoković ha sconfitto in finale  Mardy Fish per 6–2, 3–6, 6–4.
- È il nono titolo dell'anno per Đoković.

### Singolare femminile
Serena Williams ha sconfitto in finale  Samantha Stosur per 6-4, 6-2.
- È il trentanovesimo titolo in carriera per Serena Williams ed il secondo nel 2011.

### Doppio maschile
Michaël Llodra /  Nenad Zimonjić hanno sconfitto in finale  Bob Bryan /  Mike Bryan per 6-4, 6(5)–7, [10-5].

### Doppio femminile
Liezel Huber /  Lisa Raymond hanno vinto il torneo per il ritiro prima della finale di  Viktoryja Azaranka /  Marija Kirilenko.